# Der Bunker (1981)
Der Führerbunker  (DVD-Titel: Der Bunker) ist der Titel eines Kriegsfilms aus dem Jahr 1981, der von den Geschehnissen im Bunker der Reichskanzlei (oder „Führerbunker“) und den letzten Tagen des Diktators Adolf Hitler erzählt, basierend auf dem Buch Die Katakombe – Das Ende in der Reichskanzlei (engl.: The Bunker) von James P. O’Donnell und Uwe Bahnsen.

## Handlung
Die eigentliche Handlung ist in eine Rahmenerzählung eingebettet. Der US-amerikanische Reporter der Newsweek, James O’Donnell, besucht Anfang Juli 1945 den Bunker der Reichskanzlei, in dem Hitler Ende April Selbstmord begangen hat. Eine Offstimme erklärt, dass O’Donnell die Personen, die Hitlers letzte Tage miterlebt hatten, ausführlich befragt habe. Die nachfolgend gezeigten Szenen würden auf O’Donnells Aufzeichnungen beruhen und kämen den tatsächlichen Geschehnissen sehr nahe.
Hitler hat sich im Januar 1945 in den Berliner Führerbunker zurückgezogen, aus dem er letzte Befehle erteilt, Todesurteile fällt und sich von seinem Leibarzt Theo Morell Injektionen verabreichen lässt. Joseph Goebbels, der mit seiner Frau Magda und seinen sechs Kindern ebenfalls in den Bunker zieht, gibt sich der Illusion hin, der Krieg sei noch zu gewinnen. Der Film erzählt weniger aus der Perspektive Hitlers, als abwechselnd aus der seines Architekten Albert Speer und des Bunkermaschinisten Johannes Hentschel. Speer, so verlangt Hitler, soll den wahnwitzigen Nerobefehl umsetzen, wonach ganz Deutschland zerstört werden müsse, damit es wertlos würde, wenn es dem Feind in die Hände fiele. Speer denkt nicht daran; er plant sogar, den „Führer“ mittels Giftgas, das er über einen Luftschacht in den Führerbunker einleiten will, zu ermorden. Doch seine Pläne werden nicht in die Tat umgesetzt. (Diese Darstellung beruht auf einer Lüge Speers, siehe Abschnitt Historisch falsche Darstellungen.)
Hitler verfällt zusehends. Er erfährt, dass seine Parteigenossen „Verrat an ihm begehen“, darunter Hermann Göring und Heinrich Himmler. In dem Chaos, das um ihn herum besteht, heiratet er noch seine Lebensgefährtin Eva Braun, bevor er mit ihr Suizid begeht. Ihre Leichen werden vor dem Führerbunker mit Benzin übergossen und verbrannt. Anschließend nehmen sich auch Magda und Joseph Goebbels, nachdem sie zuvor ihre sechs Kinder vergiftet haben, das Leben. Die restliche Besatzung des Bunkers begeht Suizid oder flüchtet vor den herannahenden sowjetischen Truppen. Zuletzt bleibt nur der Maschinist Johannes Hentschel einsam im Bunker zurück. Wütend wirft er einige Dokumente umher, als er im Radio die Lüge hört, dass Hitler bis zum letzten Atemzug gegen die Rote Armee gekämpft habe.
Zum Schluss des Films erfolgt eine Auflösung, was aus den anderen Personen, die sich im Bunker aufgehalten hatten, geworden ist. Unter anderem wird dem seinerzeit kursierendem Gerücht widersprochen, Martin Bormann habe den Krieg überlebt und verstecke sich in Südamerika.

## Historisch falsche Darstellungen
Entgegen der Darstellung im Film hatte Albert Speer kein Attentat auf Hitler geplant, sondern erfand dieses nach dem Krieg in Verhören durch die Alliierten, um der zu erwartenden Todesstrafe zu entgehen. Allgemein wird Speer als guter Nazi dargestellt, was von Historikern längst widerlegt wurde.
Im Film spricht Hermann Fegelein seine Gattin Margarete Berta Braun, genannt „Gretl“ als Maria an. Ferner stimmt die Darstellung der Exekution Fegeleins durch Hängen nicht, da dieser erschossen wurde.

## Hintergrundinformationen
Das Buch Die Katakombe von Peter O’Donnell und Uwe Bahnsen wurde 1975 von der Deutschen Verlagsanstalt veröffentlicht. Für dieses Projekt wurden unter anderem Rochus Misch, Otto Günsche, Walter Frentz, Traudl Junge, Hans Baur, Heinz Linge und Erich Kempka interviewt.
Andere Filme zu dem Thema sind Hitler: Die letzten 10 Tage (1973, mit Alec Guinness als Hitler), Der letzte Akt (1955, in dem Albin Skoda den deutschen Diktator verkörperte) sowie Der Untergang (2004) mit Bruno Ganz.
Der Film hatte seine deutsche Fernseh-Erstausstrahlung im ZDF am 8. November 1981 unter dem Titel Der Führerbunker.
Die DVD zu Der Bunker ist seit dem 27. Juli 2007 im Handel erhältlich. Im Gegensatz zur ursprünglichen Fernseh-Ausstrahlung des ZDF von 1981 (deutsche Fassung von Erich Ebert) enthält die DVD allerdings eine neu synchronisierte Fassung. Zudem wurde die Szene, in der Magda Goebbels ihre Kinder vergiftet, herausgeschnitten.

## Deutsche Synchronfassung
- Adolf Hitler: Harald Halgardt
- Albert Speer: Rainer Schmitt
- Martin Bormann: Günter König
- Magda Goebbels: Heidi Schaffrath
- Eva Braun: Gabriele Libbach
- Johannes Hentschel: Eberhard Haar
- Rochus Misch: Wilfried Freitag
- Otto Günsche: Gernot Endemann
- Heinz Guderian: Wolf Rahtjen
- Wilhelm Mohnke: Manfred Reddemann
- Ernst-Günther Schenck: Günther Flesch
- Hermann Fegelein: Achim Schülke
- Dieter Stahl: Gerhart Hinze
- Hans Baur: Reent Reins
- Hermann Göring: Edgar Hoppe
- Traudl Junge: Micaëla Kreißler
- Wilhelm Keitel: Lothar Grützner
- Theo Morell: Günther Jerschke
- Heinrich Himmler: Franz Rudnick
- Maria Misch: Claudia Schermutzky
- Riebold: Gerhart Hinze

## Auszeichnungen
Der Film erhielt drei Emmy-Nominierungen und erhielt davon eine Auszeichnung:
- Bester Männlicher Hauptdarsteller: Anthony Hopkins

Weitere Nominierungen
- Bester Ton
- Beste Weibliche Nebendarstellerin: Piper Laurie